# Penvernietiging

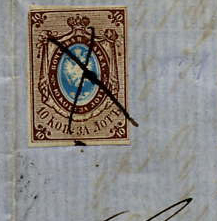
Penvernietiging op de eerste emissie Rusland (1857)

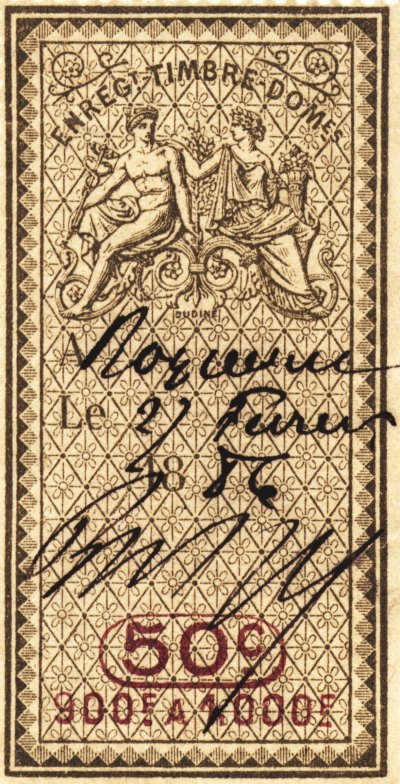
Penvernietiging op een Frans fiscaalzegel uit 1886

Penvernietiging (filatelie) betekent dat een postzegel met een inktpen of balpen is vernietigd (ontwaard), in plaats van met een hand- of machinestempel. Voor de posterijen maakt de wijze van vernietiging weinig uit, zolang de zegels niet opnieuw voor frankering kunnen worden gebruikt. Voor verzamelaars zijn met pen ontwaarde zegels veel minder waard dan postzegels die met een hand- of machinestempel zijn ontwaard.
De betekenis is afhankelijk van tijd en omstandigheden. 
- Bij vroege emissies kan penvernietiging min-of-meer normaal zijn. Het gebruik van een afstempeling was nog niet algemeen gebruikelijk.
- Penvernietiging kan erop wijzen dat een postzegel als fiscaalzegel is gebruikt; doorgaans is de zegel dan minder waard.
- Sommige postkantoren beschikken maar over één stempel. Als dat in het ongerede raakt, stapt het personeel over op penvernietiging. Doorgaans schrijft men dan de naam van het postkantoor en de datum over de zegel heen.
- Nog steeds kan penvernietiging voorkomen als een postsorteerder of postbode een brief of poststuk in handen krijgt waarvan de postzegels nog niet (of nog niet allemaal) zijn afgestempeld.
- PostNL wilde in 2017 het handstempel afschaffen en penvernietiging weer als normale methode voor ontwaarding invoeren omdat dit tijdbesparend zou zijn. Na protest van filatelisten is deze maatregel ingetrokken.  Sinds de opheffing van postkantoren worden postzegels in Nederland echter op grote schaal ontwaard met een pen, of geheel niet ontwaard.

## Fiscaalzegels
Bij fiscaalzegels is/was penvernietiging normaal. Een opgeplakte kwitantiezegel werd vernietigd met een handtekening die doorloopt op het onderliggende papier. Door dit voorschrift werd het erg moeilijk gemaakt om een gebruikte kwitantiezegel opnieuw te gebruiken. Bovendien zou dat niet zo handig zijn, omdat de kwitantie zonder zegel niet (meer) rechtsgeldig is.

## Rode Mauritius
Bij een van de 14 Rode Mauritius-zegels is destijds de penvernietiging met een bleekmiddel verwijderd, waarschijnlijk in opdracht van de bekende filatelist Philipp von Ferrary. (Later is de beschadigde zegel gerestaureerd.) Dit illustreert dat penvernietiging destijds werd gezien als "beschadiging". Tegenwoordig is penvernietiging op zo'n oude postzegel juist een bewijs van authenticiteit.